# Kombinowana Brygada Kawalerii
Kombinowana Brygada Kawalerii – wielka jednostka kawalerii Wojska Polskiego, improwizowana w kampanii wrześniowej.

## Organizacja i formowanie
Brygada powstała w dniu 14 września 1939 roku zgodnie z rozkazem dowódcy Frontu Północnego gen. dyw. Stefana Dąb-Biernackiego. W jej skład weszła grupa kawalerii płk Adama Zakrzewskiego oraz jednostki wcześniej sformowane w rejonie Garwolina oraz Radzyniu Podlaskim w Ośrodkach Zapasowych Mazowieckiej i Pomorskiej Brygady Kawalerii.
Początkowo weszła w skład Armii gen. Przedrzymirskiego, a następnie w składzie Grupy Operacyjnej Kawalerii gen. bryg. Władysława Andersa. 

## Kombinowana BK w kampanii wrześniowej
Brała udział w walkach pod Suchowolą i Krasnobrodem, gdzie została rozbita.

## Organizacja
- dowództwo
- Warszawski pułk ułanów – ppłk dypl. Józef Trepto
- resztki Wileńskiej Brygady Kawalerii – ppłk. Eugeniusz Święcicki
- 8 pułk ułanów Księcia Józefa Poniatowskiego – płk Włodzimierz Dunin-Żuchowski
- Grupa Kawalerii ppłk. Edwarda Wani (pieszej) – ppłk Edward Wania (do 20 IX)[2]

## Obsada personalna dowództwa
Obsada personalna dowództwa
- dowódca brygady – płk kaw. Adam I Zakrzewski
- zastępca dowódcy brygady – płk kaw. Tadeusz Komorowski
- oficer ordynansowy – por. kaw. rez. mgr Mieczysław Piotr Grabiński (1 pszwol.)
- oficer ordynansowy – por. kaw. rez. Michał Bylina (1 pszwol.)
- szef sztabu – rtm. dypl. kontr. Eugeniusz Kobiaszwili
- oficer informacyjny – rtm. dypl. Bogusław Jerzy Kłoss (8 psk)
- dowódca łączności – kpt. łącz. Aleksy Szczeszek[4]
- kwatermistrz – kpt. int. z wsw Jan Franciszek Gębarowicz